# Cantó de Miranda
Miranda (en occità) (en francès Mirande) és un cantó del departament francès del Gers amb les següents comunes:
- Basugas
- Bèthlòc e Sent Clamenç
- Berdoas
- Claramon Poiet
- Idrac e Hrespalhers
- Laas (Gers)
- Labejan
- La Garda e Haishan
- La Masera
- Lobersan
- Marcelhan
- Miramont d'Astarac
- Miranda
- Montcassin
- Ponsan Pera
- Sent Helitz e Teus
- Sent Martin
- Sent Maur
- Sent Mesard
- Sent Miquèu
- Sent Haust
- Sauviac
- Viosan

## Història
| Data d'elecció                           | Identitat       | Partit | Qualitat |
| ---------------------------------------- | --------------- | ------ | -------- |
| 1988-                                    | Francis Dupouey | PS     |          |
| les dades anteriors no són pas conegudes |                 |        |          |
|                                          |                 |        |          |

## Demografia
| 1962  | 1968  | 1975  | 1982  | 1990  | 1999  | 2006  |
| ----- | ----- | ----- | ----- | ----- | ----- | ----- |
| 7.558 | 8.360 | 7.686 | 7.797 | 7.468 | 7.565 | 8.002 |